# Escopeta de dos cañones

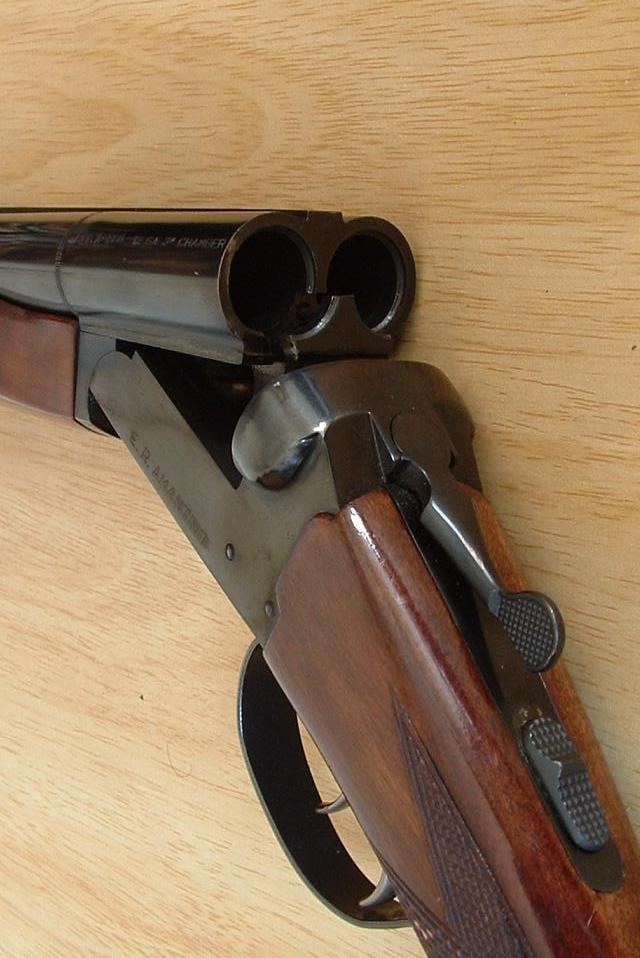
Vista del cañón basculante de una típica escopeta yuxtapuesta, con el cierre Anson & Deeley abierto y el extractor a la vista. Además pueden verse la palanca de apertura y el seguro.

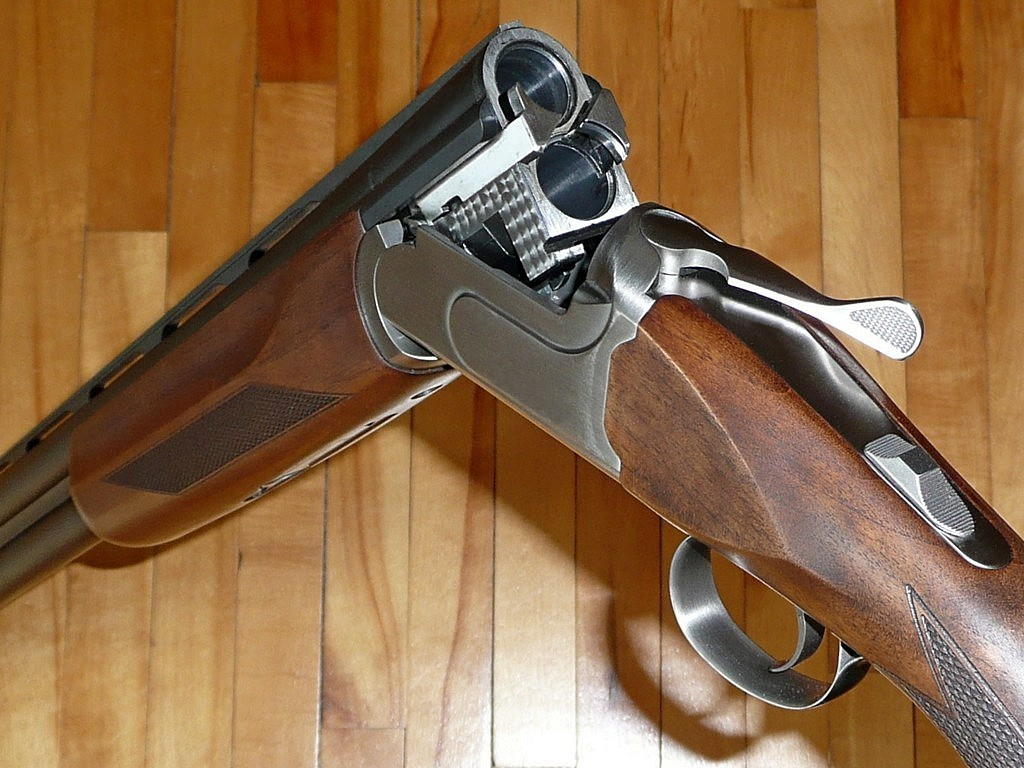
Vista del cañón basculante de una típica escopeta superpuesta, con el cierre abierto y los eyectores visibles.

La escopeta de dos cañones o chachaguata, es un tipo de escopeta con cañones paralelos, que le permiten efectuar dos disparos en rápida sucesión.

## Construcción
Las modernas escopetas de dos cañones, frecuentemente conocidas como dobles, son casi todas de cañón basculante, con sus cañones pivotando hacia abajo para exponer las recámaras de los cañones, pudiendo así descargar y recargar. Ya que no se necesita un mecanismo recíproco para eyectar y recargar los cartuchos, las escopetas de dos cañones son más compactas que las de repetición, tales como las de corredera y de palanca.

### Configuración de los cañones
Las escopetas de dos cañones vienen en dos configuraciones básicas: yuxtapuesta y superpuesta, que indican la disposición de los cañones. Las escopetas de dos cañones originales eran casi todas diseños con cañones yuxtapuestos, que era un diseño mucho más práctico en la época de las armas de fuego de avancarga. Las primeras escopetas que empleaban cartuchos también tenían cañones yuxtapuestos, ya que conservaban los martillos externos de las primeras escopetas de avancarga a partir de las cuales evolucionaron. Cuando los modelos con martillos ocultos se volvieron habituales, se introdujo el diseño superpuesto y la mayoría de escopetas de dos cañones modernas tienen esta configuración.
Una ventaja significativa que tienen las escopetas de dos cañones frente a las de repetición es la capacidad de emplear más de un estrangulador a la vez. Algunas modalidades de tiro con escopeta, como el tiro al plato, usa blancos que se cruzan en una estrecha distancia y solamente necesitan un tipo de estrangulador. Otras variantes del tiro al plato y el tiro deportivo ofrecen al tirador blancos a diferentes alcances y blancos que pueden acercarse o alejarse del tirador, por lo que debe disparales a diferentes distancias. Al tener dos cañones, el tirador puede emplear un estrangulador más abierto para blancos cercanos y uno más estrecho para blancos lejanos, ofreciéndole la dispersión óptima de los perdigones para cada distancia.
Su desventaja consiste en el hecho que los cañones de una escopeta de dos cañones, ya sea superpuesta o yuxtapuesta, no son paralelos sino que tienen un ligero ángulo para que los disparos de ambos converjan,[cita requerida] habitualmente a 36,57 metros. En la configuración yuxtapuesta, los perdigones continúan su trayecto al lado opuesto de la banda tras el punto de convergencia; por ejemplo, el disparo del cañón izquierdo viaja del lado izquierdo de la banda hasta que llega al punto muerto a 36,57 m, tras lo cual continúa hacia la derecha. En la configuración superpuesta con una banda paralela, los disparos de ambos cañones se dirigirán hacia el punto muerto, pero los perdigones disparados por el cañón inferior irán más arriba que los disparados por el cañón superior. Por lo tanto, las escopetas de dos cañones son precisas solamente a corta distancia, aunque el alcance de sus perdigones fácilmente sobrepasa esa distancia por cuatro a seis veces.
Las escopetas yuxtapuestas son frecuentemente más caras y necesitan más práctica para apuntar con precisión que una superpuesta. El desvío lateral del retroceso en una escopeta yuxtapuesta puede hacer que su disparo sea más doloroso que el de una escopeta superpuesta, monotiro o de corredera/palanca. Las escopetas semiautomáticas accionadas por gas o por retroceso tienen menos retroceso que las anteriores. La mayoría de escopetas yuxtapuestas tienen culatas tradiciones, en las cuales su extremo vira hacia la derecha, permitiéndole a un tirador diestro apuntar la escopeta más fácilmente.

### Mecanismo del gatillo
Las primeras escopetas de dos cañones empleaban dos gatillos, uno para cada cañón. Estos estaban situados de adelante hacia atrás dentro del guardamonte, utilizándose el dedo índice para apretar cada uno, ya que al tener dos dedos dentro del guardamonte puede producir un disparo doble debido al retroceso. Los modelos con dos gatillos son usualmente ajustados para tiradores diestros. En estos modelos es posible apretar ambos gatillos al mismo tiempo, a pesar de que generalmente no se recomienda hacer esto ya que redobla el retroceso y daña tanto al tirador como a la escopeta. Disparar ambos cañones al mismo tiempo ha sido por mucho tiempo un truco de cacería empleado por cazadores que utilizaban escopetas para elefantes calibre 8, disparando los dos cartuchos de 56,69 g (2 onzas) para conseguir un gran poder de parada a corta distancia.
Los modelos posteriores emplean un solo gatillo que dispara alternativamente ambos cañones, llamado gatillo selectivo único o GSU. El GSU no permite disparar ambos cañones a la vez, ya que este debe ser apretado dos veces para poder disparar ambos cañones. El paso de un cañón a otro puede efectuarse mediante un mecanismo de relojería, donde una leva alterna entre los cañones, o mediante un mecanismo inercial donde el retroceso producido al disparar un cañón prepara el gatillo para disparar el siguiente cañón. Una escopeta de dos cañones con gatillo inercial funcionará mejor con cartuchos estándar; disparar cartuchos con carga propulsora reducida por lo general no activa eficazmente el gatillo inercial, produciendo un aparente fallo al tratar de presionar el gatillo para el siguiente disparo. Generalmente hay un método para elegir el orden en que se dispararán los cañones de una escopeta con GSU; usualmente se hace manipulando el seguro, empujándolo a un lado para elegir el cañón superior primero y al otro lado para elegir el cañón inferior primero. En caso de que un gatillo inercial no se active al disparar cartuchos con carga propulsora reducida, el seleccionar manualmente el segundo cañón le permitirá disparar cuando se apriete nuevamente el gatillo.
Una de las ventajas de la escopeta de dos cañones con dos gatillos o GSU, es que se puede hacer un segundo disparo casi inmediatamente tras el primero, utilizando estranguladores  diferentes para cada disparo.

### Reglaje
Reglaje es un término aplicado a armas de cañón múltiple, que indica cuán cerca al mismo punto de mira dispararán los cañones. El reglaje es muy importante, ya que una escopeta mal reglada impactará en el blanco con un cañón, mientras que fallará con el otro, haciéndola casi inútil para cualquier blanco que necesite dos disparos. Afortunadamente, las cortas distancias y la dispersión de los perdigones ofrecen una importante cobertura, por lo que un pequeño error de reglaje en una escopeta de dos cañones frecuentemente pasará desapercibido. Generalmente las escopetas son regladas para impactar en un blanco a una distancia dada, usualmente el alcance máximo, ya que este es el alcance donde se emplearía un estrangulador pleno y donde un reglaje preciso cuenta más.